# Вилијам Шеперд
Вилијам Макмајкл "Бил" Шеперд (енгл. William McMichael "Bill" Shepherd; Оук Риџ, 26. јул 1949) је бивши амерички астронаут и први командант мисије на Међународну свемирску станицу, и као такав носилац је Конгресне свемирске медаље части. Пре тога је летео у свемир три пута на Спејс-шатлу. Пре него што је као прво војно лице нелетач изабран за астронаута 1984. у оквиру 10. групе НАСА, био је кандидат за групу 9 из 1980. године, а служио је и као официр у Америчкој ратној морнарици. Био је морнаричка фока, након успешно окончане обуке 1972. године. Мада је желео постати пилот, из здравствених разлога није могао да се упише на летачку обуку. Имао је чин капетана. У свемиру је провео 159 дана.
Када је инсталирана лабораторија Дестини имали смо по први пут прилику да гледамо доле, ка Земљи, и тек тада смо схватили да је Земља тамо, а ми овде, 300 km изнад, и да не постоји брзи начин да се вратимо кући. Занимљиво је да смо могли да показујемо места на површини где смо рођени и где смо радили. Једном приликом, док смо Јуриј, Сергеј и ја стајали поред прозора и причали о таквим местима, Јуриј је прстом показао на писту на којој је служио као пилот авиона МиГ-21, и био у стању приправности током Хладног рата. Онда сам ја показао на места на којима сам служио у морнарици и био спреман за акцију. Био је то чудан тренутак. Тада смо схватили да смо део нечег већег од нас самих.— Вилијам Шеперд
Средњу школу је завршио 1967. године. Дипломирао је као инжењер аерокосмичке технике на Америчкој морнаричкој академији у Анаполису 1971. године, а 1978. је стекао диплому океанског инжењера и магистра машинства са МИТ-а. Шеперд је у младости био члан Младих извиђача САД и имао је чин Cub Scout. Члан је неколико кућа славних и носилац бројних друштвених признања, цивилних и војних одликовања. У браку је са супругом Бет.

## Галерија
- Вилијам Шеперд (горе, лево) са колегама са Спејс-шатл мисије СТС-27, 1988. године
- Вилијам Шеперд (горе, десно) са колегама са Спејс-шатл мисије СТС-41, 1990. године
- Вилијам Шеперд (доле, десно) са колегама са Спејс-шатл мисије СТС-52, 1992. године
- Вилијам Шеперд током обуке преживљавања, 1998. године
- Вилијам Шеперд вежба пред лет, 2000. године
- Вилијам Шеперд (у средини) у космосу са Сергејем Крикаљовим (десно) и Јуријем Гидзенком (лево), 2000. године
- Вилијам Шеперд, 2016. године